# Đảo Isabela (Galápagos)
Đảo Isabela (phát âm tiếng Tây Ban Nha: [isaβela]) là hòn đảo lớn nhất của quần đảo Galápagos với diện tích 4.640 km vuông, và chiều dài 100 km lớn hơn so với đảo Santa Cruz, gần như lớn gấp bốn lần hòn đảo lớn thứ nhì của quần đảo. Nó được đặt tên theo Nữ hoàng Isabella của Tây Ban Nha. . Ban đầu nó được đặt tên là Albemarle theo Công tước Albemarle. Hòn đảo nằm trên xích đạo.